# Brandy Melville
Brandy Melville是一家意大利快时尚服装品牌。该公司由Silvio Marsan创立于1980年代，以“少女风”知名。

## 争议
该品牌引起了露臍上衣风潮。因只生产一种尺寸的小码衣服，而且只雇佣能穿上该服装的店员而引发争议。

## 延伸阅读
- 白瘦幼